# 諸磯の隆起海岸

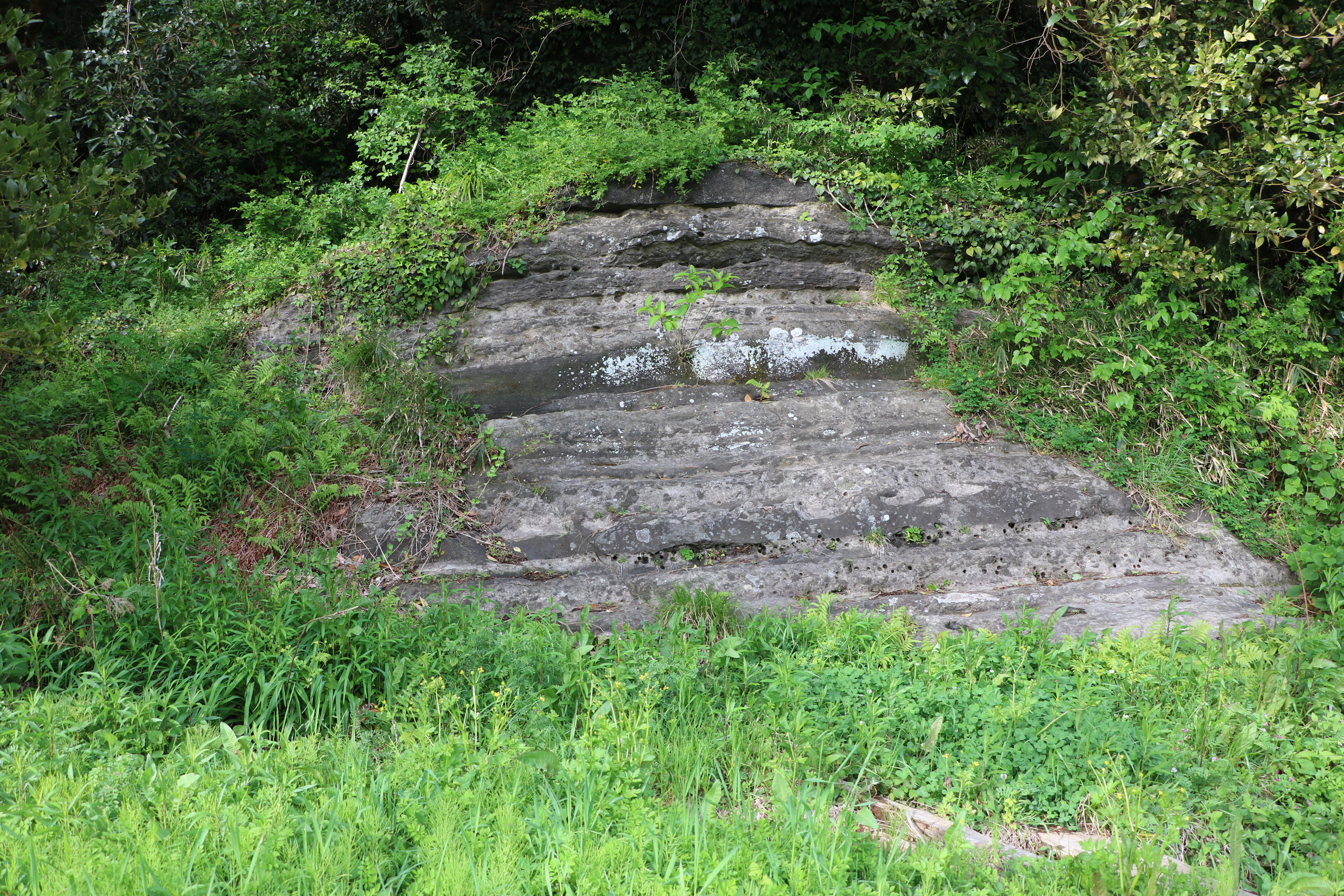
諸磯の隆起海岸。2018年4月15日撮影。

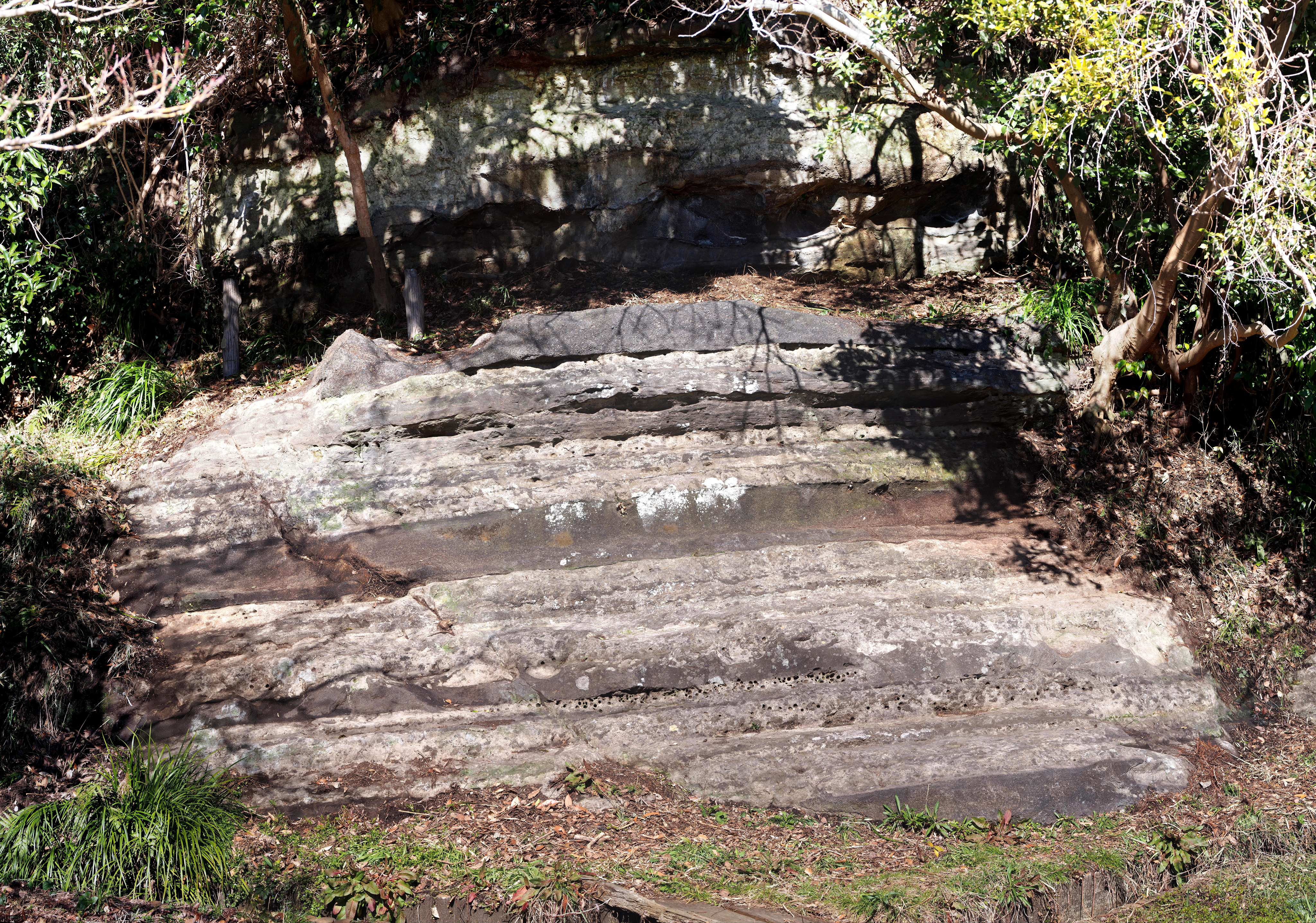
諸磯の隆起海岸／2024年3月10日撮影

諸磯の隆起海岸（もろいそのりゅうきかいがん）は、神奈川県三浦市にある隆起海岸。
過去に起きた地震の証拠が集中して存在していて貴重なため、1928年3月24日に国の天然記念物に指定された。

## 地形
諸磯の隆起海岸は神奈川県の三浦半島に位置している。

## 地質

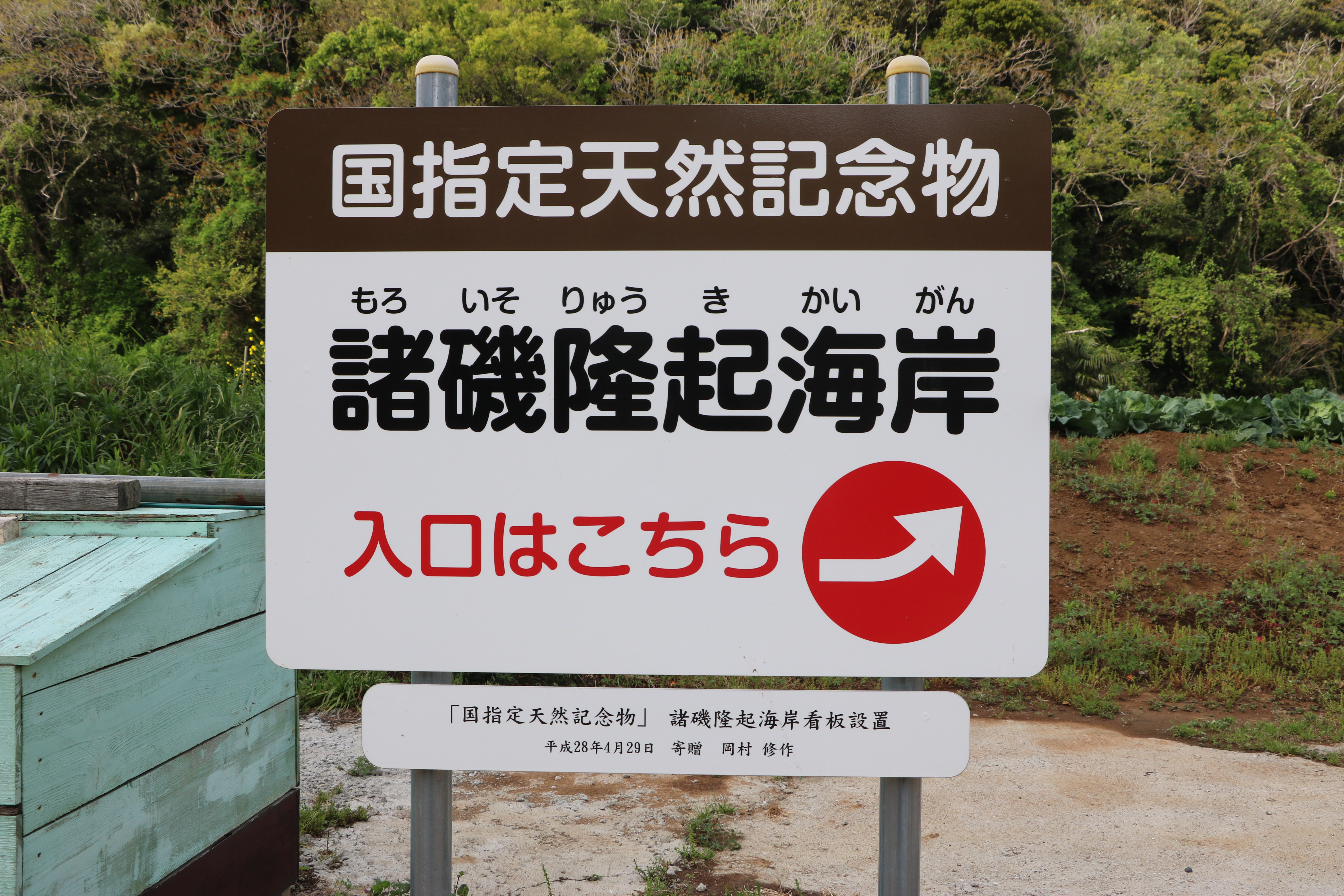
入口案内板。2018年4月15日撮影。

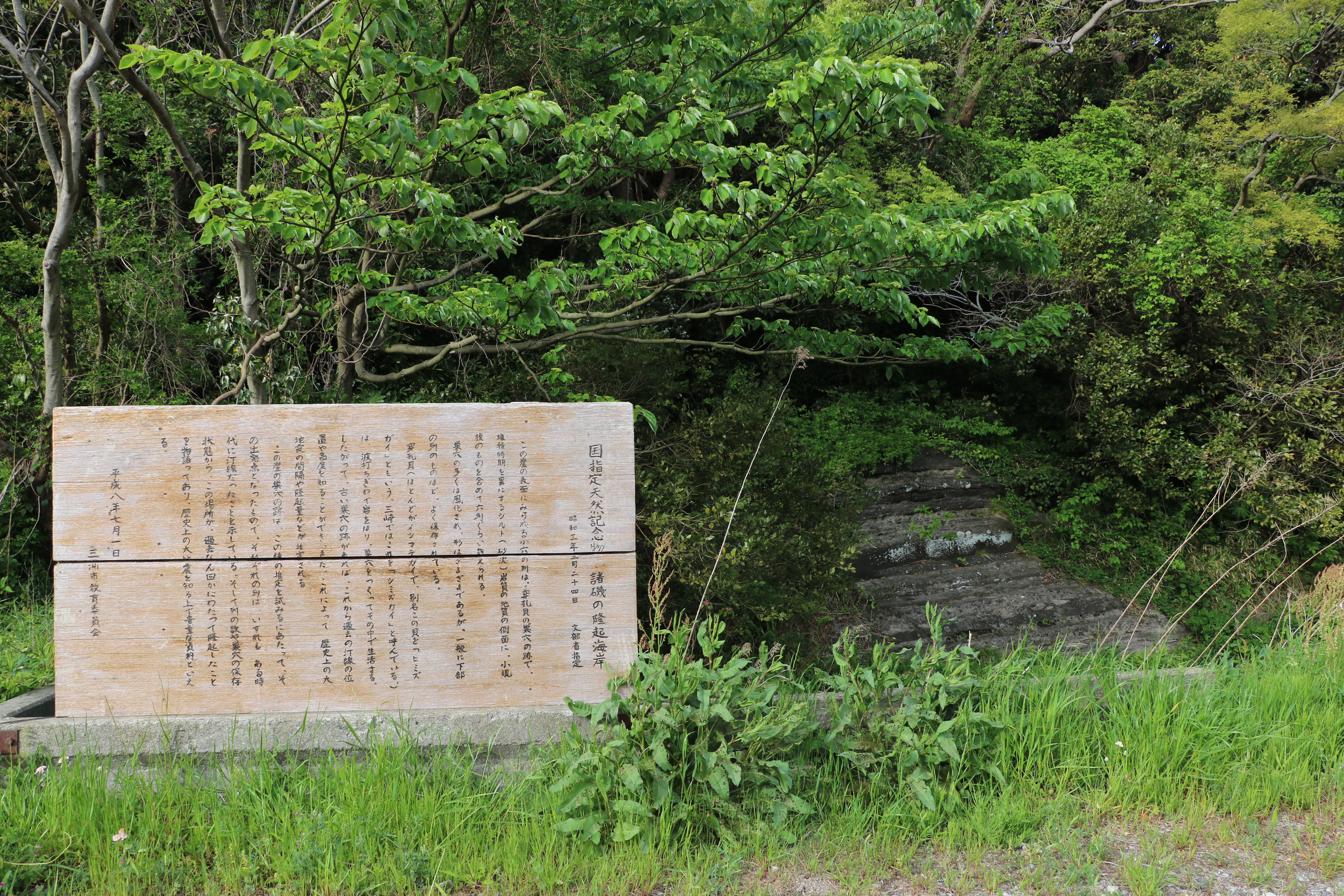
解説板。2018年4月15日撮影。

三浦半島の地層は上位から相模層群・三浦層群・葉山層群で構成されている。三浦層群は岩相の違いから地域ごとに三崎層・初声層・逗子層・池子層と呼ばれており、諸磯の隆起海岸周辺は三崎層が多く分布している。三崎層は約1200万年前から450万年前までの間に、水深2000メートルから3000メートルの深海に堆積した地層のことである。この層は主に泥岩層と凝灰質砂岩層、凝灰岩層からなる。

### 地震の証拠
諸磯の隆起海岸に存在する地震の証拠として、穿孔貝（せんこうがい）による無数の小穴が挙げられる。穿孔貝は波打ち際の地面や岩石に穴をあけて生息する二枚貝で、諸磯の隆起海岸にはこの小穴により4段の層が形成され、過去に4回の地震が起きたことが推測できる。地震学者の今村明恒によると過去3回までの地震は、それぞれ大正12年(1923年)の関東大震災、元禄16年(1703年)の大地震、弘仁9年(818年)の大地震であることが判明した。隆起の原因となった最古の地震を今村は西暦33年に起きたと解釈しているが、日本地震学会が確認している日本最古の地震は允恭天皇5年7月14日(416年8月23日)に遠飛鳥宮付近で起きたものである。

### 穿孔貝
穿孔貝は波打ち際の岩石等に穴をあけて生息し、他の貝の殻に穴をあけて餌としている二枚貝である。穿孔貝の種類としては、スズガイ、ニオガイ、カモメガイ、イシマテガイなどがある。

## 地震
現在確認されている、諸磯の隆起海岸を形成したとされる地震は以下の通りである。
| 年月日         | 元号     | 震央                     | M       |
| -------------- | -------- | ------------------------ | ------- |
| 0818年         | 弘仁09年 | 関東諸国                 | 7.5     |
| 1703年12月31日 | 元禄16年 | 伊豆東方沖               | 7.9–8.2 |
| 1923年09月01日 | 大正12年 | 相模湾中央（関東大震災） | 7.9     |

今村(1927)によるこの説の内、1923年 大正関東地震については、蟹江ほか(1989)において”1883年陸軍陸地測量部1/20000迅速地形図(長鶴崎,三崎町)には「隆起海岸」付近は陸地であって、水田耕作がなされていた。”と否定されている。また蟹江ほか(1989)では「隆起海岸」露頭下部のトレンチ掘削調査が行われ、”Ⅲ列以下にもⅡおよびⅠの貝穴列が発見された，これらの貝穴列を埋める地層には多種多量の群体サンゴ化石などが含まれていること、それらの時代が4000年以前を示すことから、貝穴列Ⅲ～Ⅰは6000年～5000年前に生成された可能性が強い。”と記述されている。

## 位置情報
- 北緯35度09分5.53秒 東経139度37分23.11秒 / 北緯35.1515361度 東経139.6230861度
- 三浦三崎［北西］ - 地理院地図
- 諸磯の隆起海岸 - Google マップ

### 周辺
- 二町谷の漣痕 - 近隣に所在する神奈川県指定の天然記念物
- 海外町のスランプ構造